# Марія Пачковська
Марія Дмитрівна Пачковська (дівоче – Ігнат) (нар. 8 січня 1989, Тернопіль) – українська громадська діячка, продюсерка, режисерка документальних фільмів та соціальних проєктів. У 2020 році обрана депутаткою до Тернопільської міської ради. Марія Пачковська є керівницею медіаплатформи та відеопродакшну Студія «Файне місто», голова громадської організації «Медіаспільнота “Файне місто”».

## Життєпис
Марія Пачковська народилася 8 січня 1989 року в Тернополі. Середню освіту здобула у загальноосвітній школі №28. У 2011 році закінчила спеціальність «журналістика» Тернопільського національного педагогічного університету ім. Володимира Гнатюка. У 2022 році здобула освіту за спеціальністю «Правозахисна діяльність» в Західноукраїнському національному університеті.
З 2008 року працювала на регіональному телеканалі TV-4, де була автором та ведучою телепрограм.
У 2010 році стала співзасновницею міської молодіжної газети «Тернопільська фішка». 
У 2018 році брала участь у створенні телеканалу «Тернопіль 1», була головною редакторкою телеканалу.
З 2020 року — керівниця медіаплатформи та відеопродакшну Студія «Файне місто». У тому ж році обрана депутаткою до Тернопільської міської ради.
З 2022 року — голова громадської організації «Медіаспільнота “Файне місто”».
Є стейкхолдером навчальних програм для бакалаврів-журналістів факультету «Філологія та журналістика» у Тернопільському національному педагогічному університеті.

## Фільмографія
2022 — режисер та сценарист серії документальних  історичних телепрограм «Мандрівка довоєнним Тернополем» (на замовлення Суспільного)
2022 — продюсерка та сценаристка документального фільму «ДопомагайТе»
2022 — продюсерка та сценаристка документального фільму «Трансформація» (за підтримки European Endowment for Democracy)
2024 — продюсерка та сценаристка документального фільму «Без перешкод» (на замовлення Суспільного)
2024 — продюсерка та сценаристка документального фільму «Дожити до 100 по-українськи» (на замовлення Суспільного)

### Медійні проєкти
2020 — продюсерка соціального проєкту «Необмежені можливості» щодо інклюзії в освітніх та позашкільних навчальних закладах
2021 — продюсерка відеопроєкту «Сакральні памʼятки Тернопільщини»
2021 — продюсерка відеокампанії «Ти зможеш!» щодо промоції занять спортом серед дітей
2023 — продюсерка циклу відеоуроків для громадських організацій «Навчальний відео-курс "Німецька громада: відновлення та розвиток"»  (за підтримки Уряду Федеральної Республіки Німеччина)
2023 — продюсерка соціального відеопроєкту «Нові мешканці Тернополя» про українців, які знайшли прихисток від війни у Тернополі (у співпраці з ГО «Східноукраїнський центр демократії»)

## Родина
Одружена, має доньку Соломійку.